# 원앙새 노래대항전
원앙새 노래대항전(Singing Lovebirds)은 일본에서 제작된 마키노 마사히로 감독의 1939년 코미디, 뮤지컬 영화이다. 카타오카 치에조 등이 주연으로 출연하였다.

## 출연

### 주연
- 카타오카 치에조
- 카가와 료스케

### 조연
- 시무라 타카시
- 후지코 후카미즈